# Министерство продовольствия, сельского, лесного и рыбного хозяйства Республики Корея
Министерство сельского, лесного и рыбного хозяйства Республики Корея — министерство на уровне кабинета министров правительства Южной Кореи, отвечающее за разработку и реализацию государственной политики в области сельского, лесного и рыбного хозяйства. Штаб-квартира расположена в Седжоне.

## История
Министерство было основано в 1948 году под названием Министерство сельского хозяйства и лесного хозяйства. В 1996 году оно было реорганизовано в Министерство сельского, лесного и рыбного хозяйства, а в 2008 году стало Министерством продовольствия, сельского, лесного и рыбного хозяйства. В 2013 году после реструктуризации ведомство получило нынешнее название.

## Функции и обязанности
Министерство отвечает за:
- Поддержку и развитие сельского хозяйства, животноводства, лесного хозяйства и рыболовства;
- Развитие и внедрение новых сельскохозяйственных технологий;
- Управление страхованием урожая и земельной мелиорацией;
- Развитие экологически чистого сельского хозяйства и производство генетически модифицированных культур;
- Обеспечение продовольственной безопасности и стабилизацию цен на основные сельскохозяйственные продукты;
- Оказание помощи фермерам через систему субсидий и прямых выплат;
- Управление стратегиями готовности к стихийным бедствиям.

## Подведомственные организации
Министерству подчиняются:
- Национальное агентство продовольствия и сельского хозяйства
- Национальный институт сельскохозяйственной науки и технологий
- Корейская ассоциация сельскохозяйственных исследований